# Marie Rambert
Pour les articles homonymes, voir Rambert.
Marie Rambert, née Cyvia Rambam le 20 février 1888 à Varsovie dans le royaume de Pologne et morte le 12 juin 1982 à Londres au Royaume-Uni, est une danseuse, chorégraphe et professeur de danse d'origine polonaise. Elle a exercé une grande influence sur le ballet britannique, comme danseuse et professeur, notamment au travers de son groupe le Ballet Rambert.

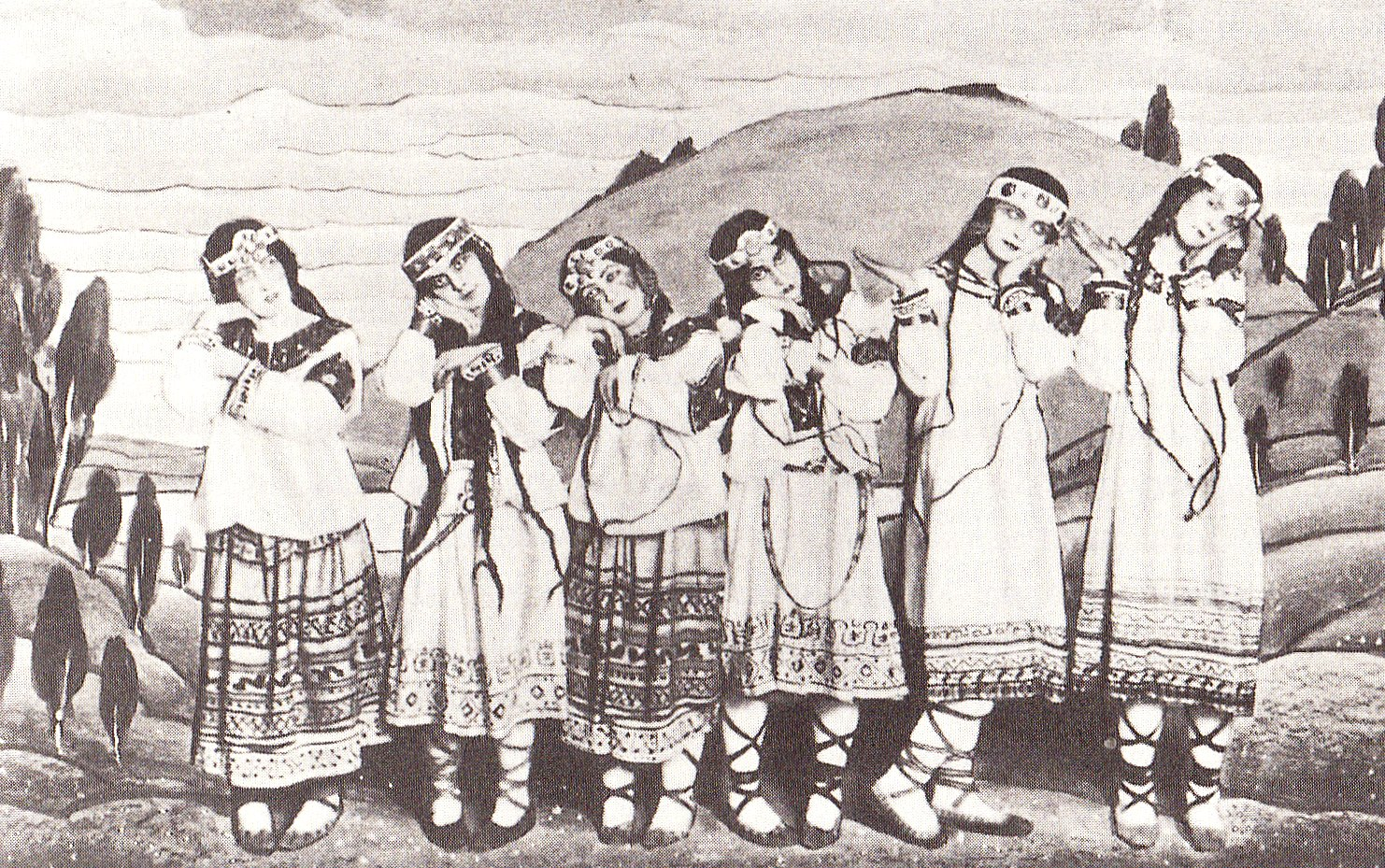
Marie Rambert (2^{e} à gauche) dans Le Sacre du printemps en 1913.

## Biographie
Née Cyvia ou Miriam Ramberg à Varsovie en Pologne en 1888, Marie Rambert a aussi utilisé d'autres noms dont  Rambam. Elle se forme à la danse classique à Varsovie. Elle étudie également la rythmique à Genève, auprès d'Émile Jaques-Dalcroze, dont elle est, un temps, l'assistante,.
Alors qu'elle est encore avec Émile Jaques-Dalcroze, elle est engagée par Serge de Diaghilev afin d'aider Vaslav Nijinski à chorégraphier Le Sacre du printemps. En 1912 et 1913, elle collabore avec la compagnie des Ballets russes créée par Serge de Diaghilev.
En 1918, Marie Rambert s'installe au Royaume-Uni, suit l'enseignement de Serafina Astafieva, puis en 1920, fonde sa propre école de ballet. En 1926, elle crée sa propre troupe de ballet, Marie Rambert Dancers, qui devient plus tard le Ballet Rambert (depuis 1987 renommé en Rambert Dance Company) et accueille de prestigieuses danseuses telle que la Russe Tamara Karsavina. C'est la plus ancienne troupe de ballet encore en activité dans les îles Britanniques.
Elle meurt le 12 juin 1982 à son domicile londonien.

## Publication
- Marie Rambert, Quicksilver : Autobiography, Londres, St. Martin's Press, 1972  (ISBN 0333089421).